# Bang Bang Baby
Bang Bang Baby è una serie televisiva italiana diretta da Michele Alhaique, Giuseppe Bonito e Margherita Ferri, ideata da Andrea Di Stefano, ispirata al romanzo autobiografico di Marisa Merico L'intoccabile, e distribuita da Prime Video a partire dal 28 aprile 2022.

## Trama
1986: Alice ha 16 anni e vive in una cittadina del Nord Italia. La sua vita cambia all’improvviso quando scopre che il padre che credeva morto in realtà è ancora vivo. È l’inizio di una discesa agli inferi, per Alice, che per amore del padre si tuffa nel mondo della 'Ndrangheta e si fa sedurre dal fascino del crimine.

## Episodi
| Stagione       | Episodi | Pubblicazione Italia |
| -------------- | ------- | -------------------- |
| Prima stagione | 10      | 2022                 |

## Personaggi e interpreti

### Personaggi principali
- Alice Barone, interpretata da Arianna Becheroni.
È la figlia di Santo e Gabriella. Ha sedici anni e vive a Bussolengo con la madre e da dieci anni è convinta che il padre sia morto. Quando scopre il contrario, leggendo sul giornale del suo arresto, si mette sulle sue tracce e ciò cambierà totalmente la sua vita.
- Santo Maria Barone, interpretato da Adriano Giannini.
È il figlio di Donna Lina e il padre di Alice che ha modo di frequentare dopo diversi anni. Gli verrà data la caccia dalla famiglia Ferraù poiché ha ucciso Salvo che lo aveva sorpreso a letto con sua moglie Giuseppina.
- Nereo Ferraù, interpretato da Antonio Gerardi.
È il fratello di Salvo ed è la pecora nera della famiglia, uno senza arte né parte. Cercherà in tutti i modi di vendicare la morte del fratello.
- Guendalina “Lina” Barone, interpretata da Dora Romano.
È il capo famiglia da quando è morto il marito, chiamata per questo Donna Lina; è madre di Santo e nonna di Alice che ha modo di frequentare dopo tanti anni.
- Rocco Cosentino, interpretato da Giuseppe De Domenico.
È uno degli scagnozzi al servizio di Donna Lina.
- Assunta Ferraù, interpretata da Giorgia Arena.
È la cugina di Nereo che ha il sogno di diventare una donna di spettacolo.
- Gabriella Giammatteo, interpretata da Lucia Mascino.
È la madre di Alice nonché la ex moglie di Santo Barone. Per anni ha fatto credere alla figlia che il padre fosse morto per salvarla dalla sua famiglia malavitosa.

### Personaggi secondari
- Denise Capezza: Giuseppina, la moglie di Salvo Ferraù che morirà dopo averla scoperta a letto con Santo Barone. Farà di tutto per far credere alla famiglia Ferraù che il marito è scappato in Sudamerica con l’amante.
- Nicola Nicchi: Leonardo Prestieri, nuovo compagno e superiore di Gabriella Giammatteo.
- Vincenzo Leto: Vincenzo Barone, fratello di Santo.
- Katia Greco: Zia Memena.
- Enea Barozzi: Rossano Bandin, compagno di scuola di Alice, dapprima bullo e poi attratto da lei fino ad aiutarla.
- Carmelo Giordano: Nittu Gambacorta Barone, cognato di Donna Lina.
- Pietro Paschini: Geremia “Jimbo”, migliore amico di Alice, alto, effeminato e bullizzato.
- Christina Andrea Rosamilia: Belfiore, compagna di Nereo Ferraù.
- Ernesto Mahieux: Don Ferraù, zio di Nereo e Assunta.
- Emiliano Brioschi: Maresciallo Siri.
- Silvia Gallerano: Barbarella, proprietaria di un night club.
- Mattia Sbragia: Don Carmine Schioppa, uno dei boss calabresi.
- Barbara Chichiarelli: Ispettore Ferrario, poliziotta che conduce le indagini sui Barone.
- Giuseppe Cutrullà: Salvatore Ferraù 'U Damerino, politico calabrese trapiantato a Milano che viene ucciso da Santo quando scopre lui e sua moglie Giuseppina a letto insieme.
- Giuseppe Antignati: Forcetta, politico di Italia Verde.
- Nicola Rignanese: Mr. Fritz, potente boss calabrese che cerca di fare da paciere tra i Barone e i Ferraù.
- Davide Fabbri:
- Salvatore La Mantia: Rino Ciccutto.
- Carlotta Antonelli: Cleopatra, amante di Santo.
- Francesco Brandi: Clivio Onorati, veterinario che salva la vita a Santo.
- Massimo De Lorenzo: Mago Carmelo, personaggio televisivo di cui è fan Assunta Ferraù.
- Beatrice Schiaffino: Fabrizia, Showgirl/Assistente Mago Carmelo
- Giovanni de Giorgi:
- Marco Valerio Bartocci:
- Maurizio Tabani:
- Rebecca Pinto Rangel di Bari: Pocahontas.
- Ully Angela Gomes: Lola.
- Emanuele Basso:
- Dodi Conti: madre di Assunta Ferraù.
- Eva Carieri: Luna.
- Francesco De Vito: Padre Agostino.
- Fulvio Milani:
- Giuseppe Lo Piccolo:
- Elisa Di Eusanio:
- Giulia Di Quilio:
- Simone Corbisiero: Bastiano Barone.
- Elena Gigliotti: zia Rita.
- Pier Luigi Misasi: 'u Mintorcino, fedelissimo di Don Carmine Schioppa.
- Berta Berté: Voce Angelica.
- Pippo Crotti: avvocato dei Barone.
- Claudio Corinaldesi: uomo di Nereo Ferraù.
- Piero Cardano: Vaccari, agente di scorta di Barone a Genova.
- Domenico Dalemmo:
- Rocco Loschiavo:
- Francesco Pio Massaro:
- Giulia Palmisano:
- Lucio Patanè:
- Luca Pusceddu:
- Fortunato Staglianò:
- Nicolò Sturniolo:
- Francesco Teramo:
- Giusy Tringale: Concetta

## Colonna sonora

### Prima stagione[2]
- L'eccezione – Madame

## Produzione
La serie è ideata da Andrea Di Stefano e prodotta da The Apartment e Wildside, entrambe sussidiarie di Fremantle.

## Distribuzione
Le prime cinque puntate della serie sono state distribuite su Prime Video il 28 aprile 2022. La seconda parte della serie, originariamente prevista per il 18 maggio 2022, è stata pubblicata il 31 maggio. Nel 2025 nel corso di un intervista alla protagonista Arianna Becheroni è stata comunicata la cancellazione della serie.